# Malinalco (sito archeologico)
Sia in età precolombiana che in tempi moderni, Malinalco si trova sulla strada principale che collega l'antica Tenochtitlán (oggi Città del Messico), principale centro Mexica, ad Acapulco. Le sue origini non sono ben documentate, ma la sua reputazione di luogo magico di streghe e maghi è vecchia di secoli. La città fu conquistata da Axayacatl nel 1476, che vi costruì un santuario ed un forte per i militari. Questo complesso, oggi noto come Cerro de los Idolos, è unico nelle Americhe. I beni dei tributi venivano trasportati lungo questa strada sulle spalle dei tamemes (portatori) delle popolazioni soggiogate ai Mexica fino a Tenochtitlán.
La principale attrazione storica della città è il sito archeologico monolitico situato sulla cima del Cerro de los Idolos, ad ovest della città. Il sito venne costruito attorno al 1502 dall'imperatore Mexica Axayacatl. In questo luogo si trovano una coppia di edifici. Cuauhtinchan o Casa dei guerrieri tigre e giaguaro è il nome del tempio principale. Questo tempio è scavato nella roccia della montagna, e ne esistono solo cinque esemplari al mondo. In questo luogo venivano addestrati i guerrieri giaguaro e tigre.

## Cerro de los Idolos

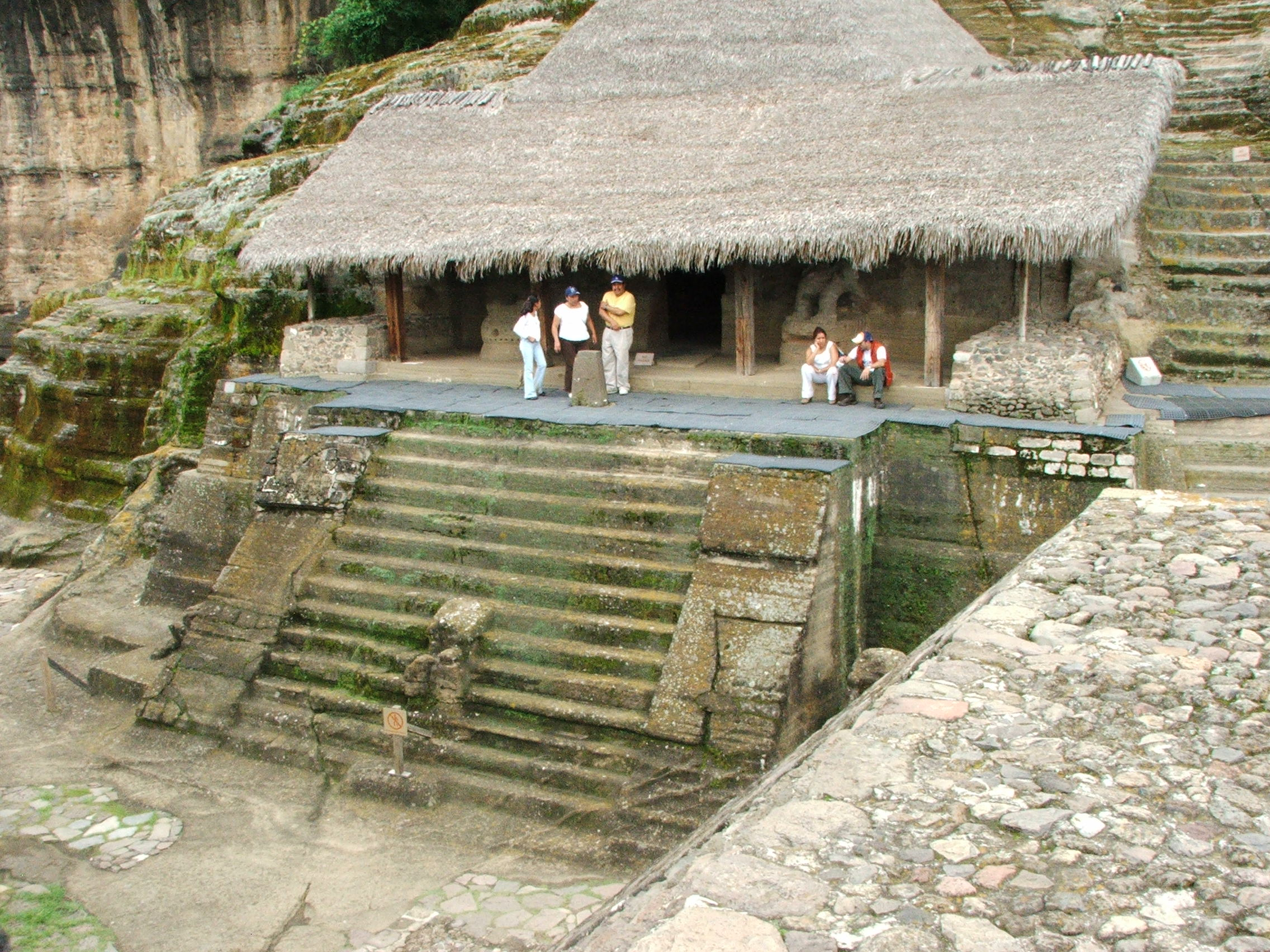
Templo d'Aquile
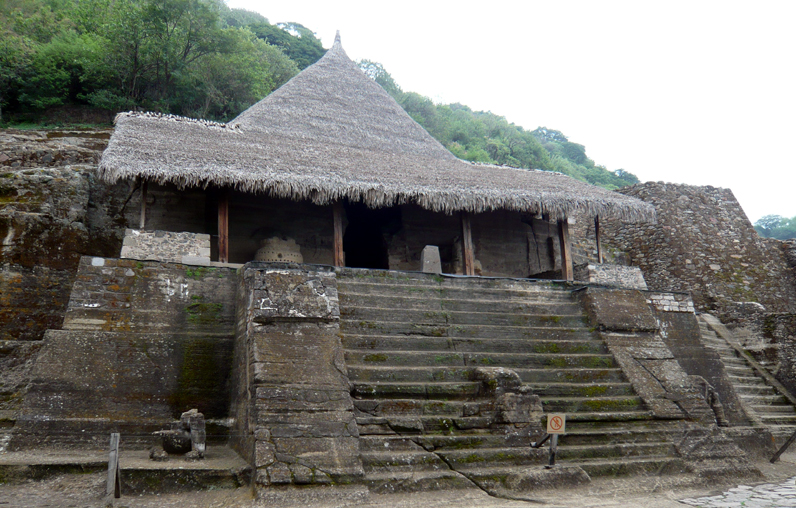
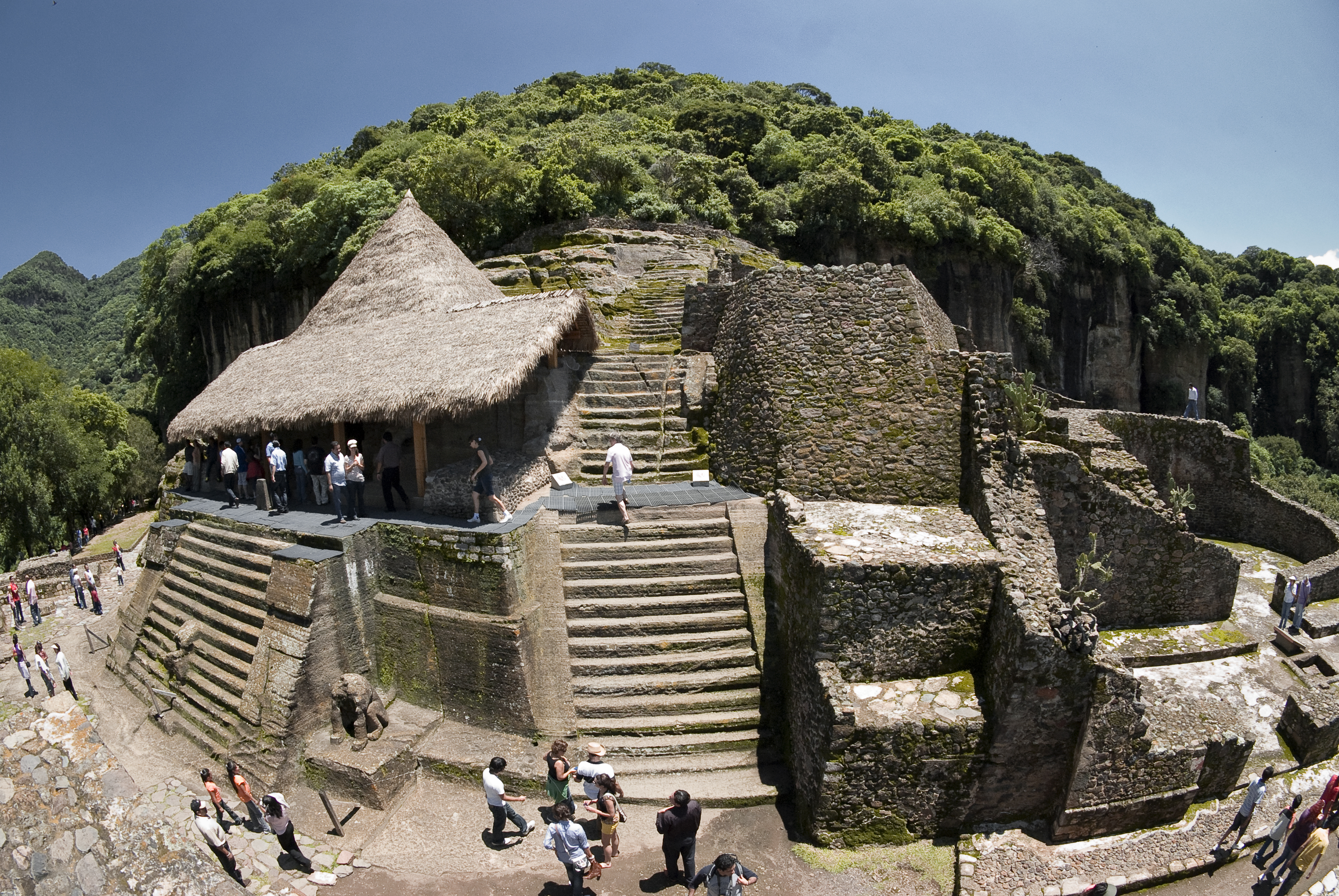
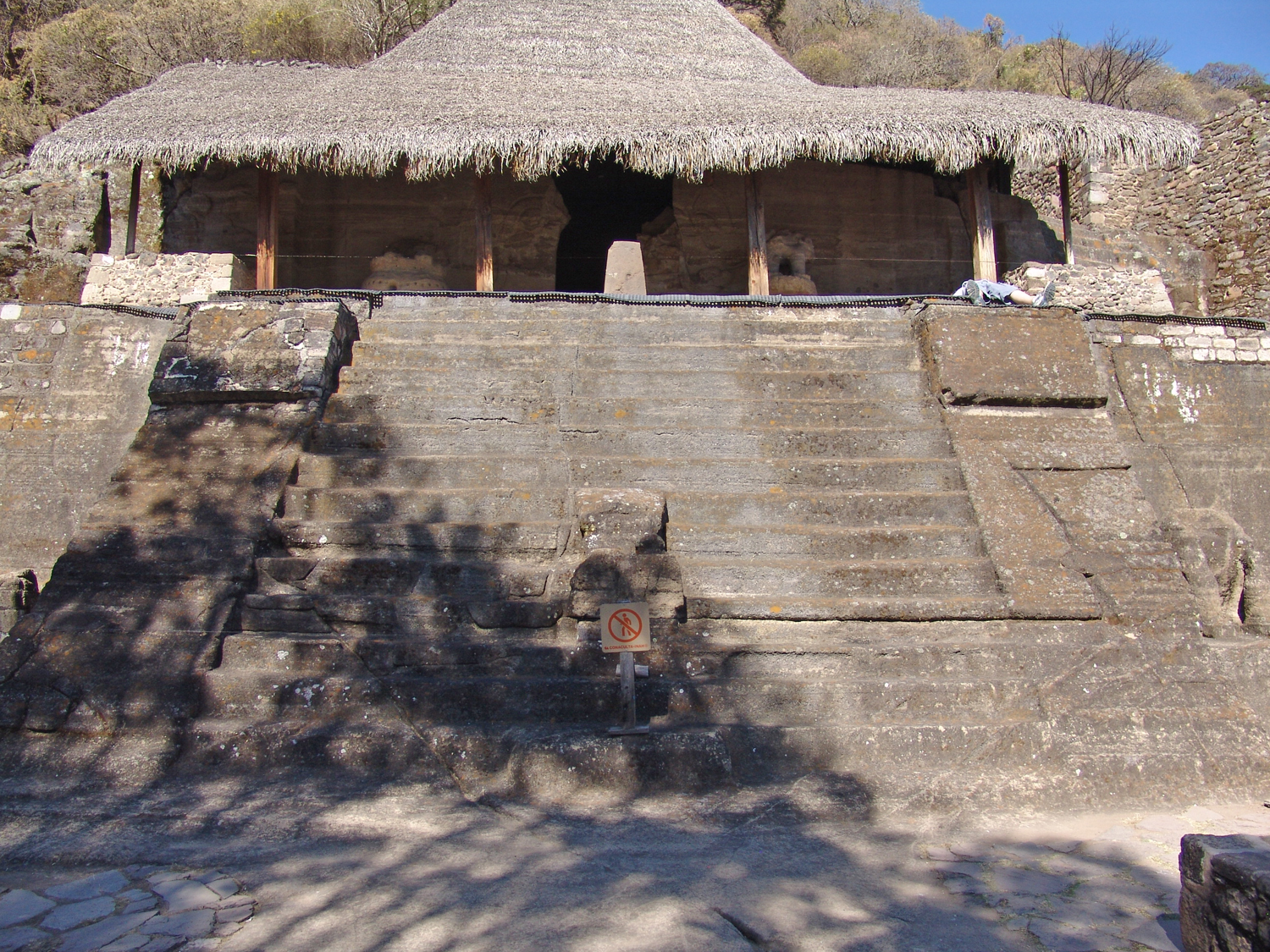
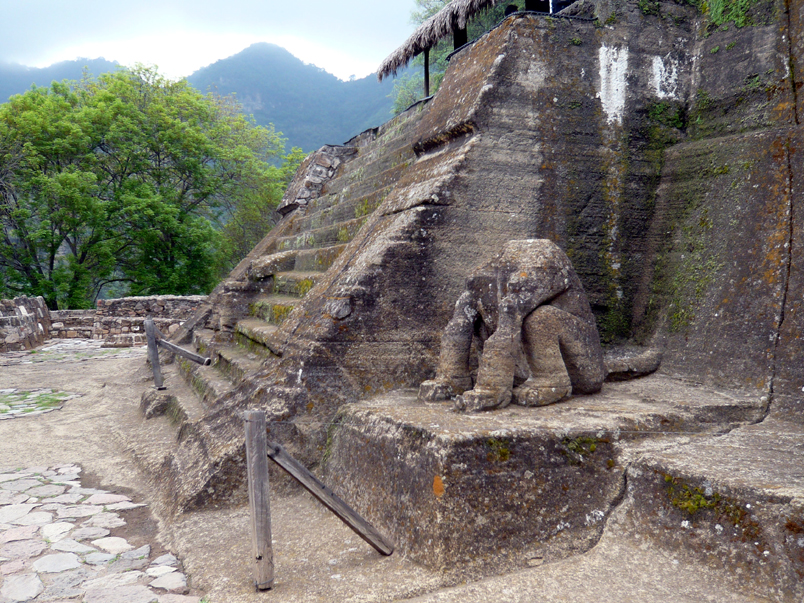
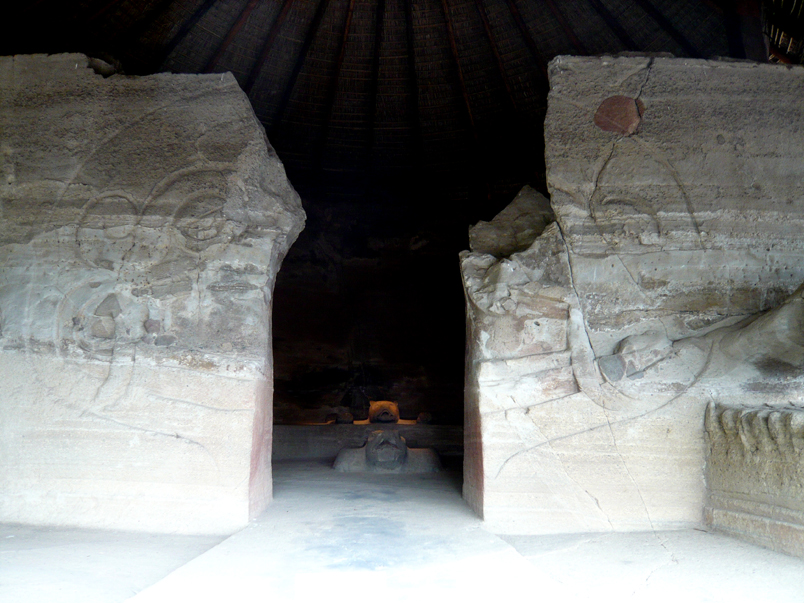